# Triphosa incertata
Triphosa incertata är en fjärilsart som beskrevs av Otto Staudinger 1882. Triphosa incertata ingår i släktet Triphosa och familjen mätare. Inga underarter finns listade i Catalogue of Life.